# Tewaterlating

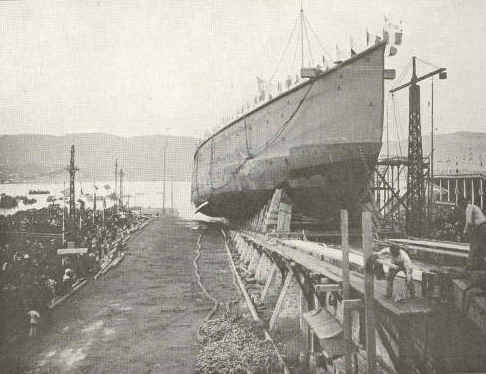
Tewaterlating van het Franse slagschip Voltaire in 1911.

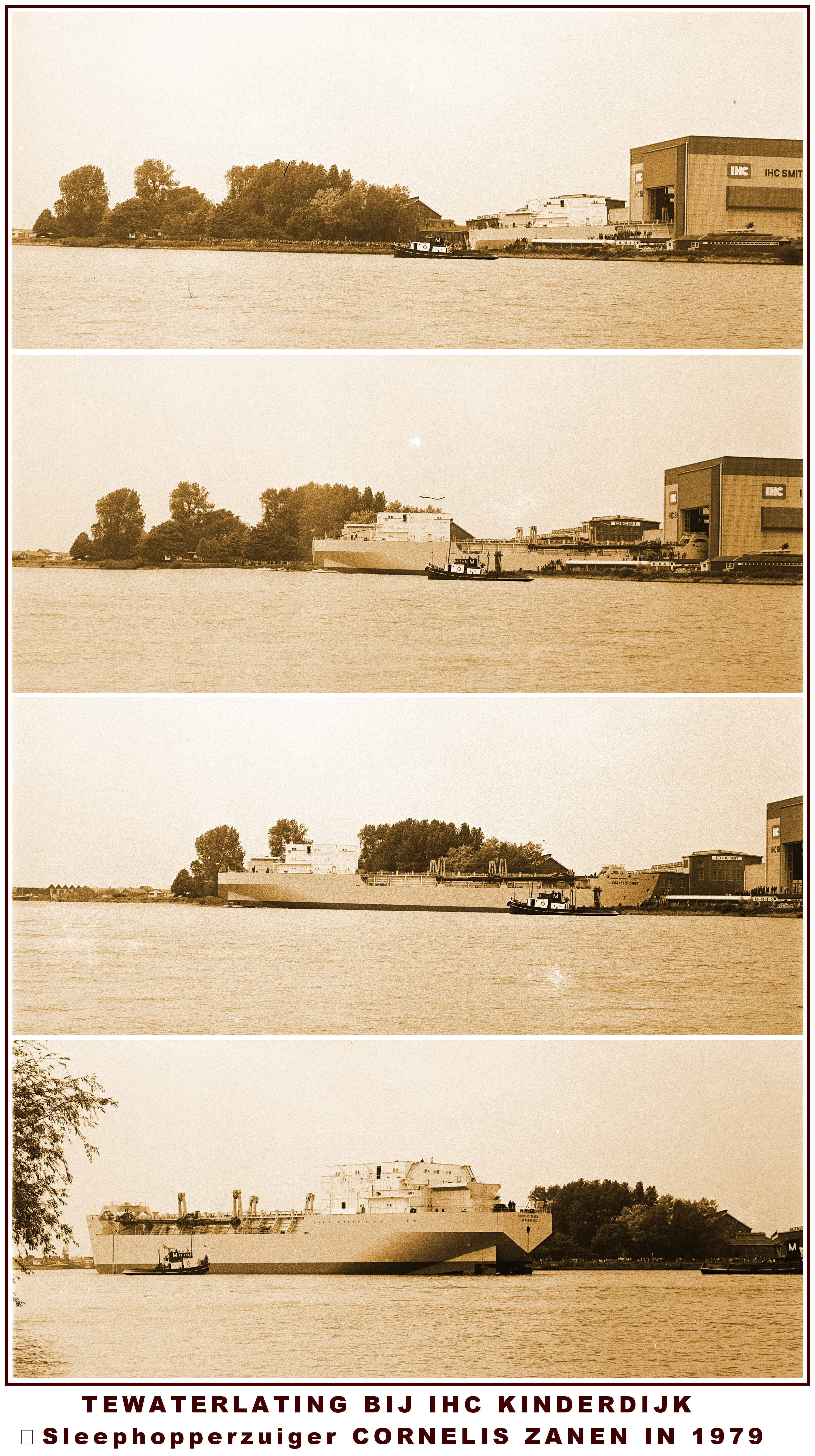

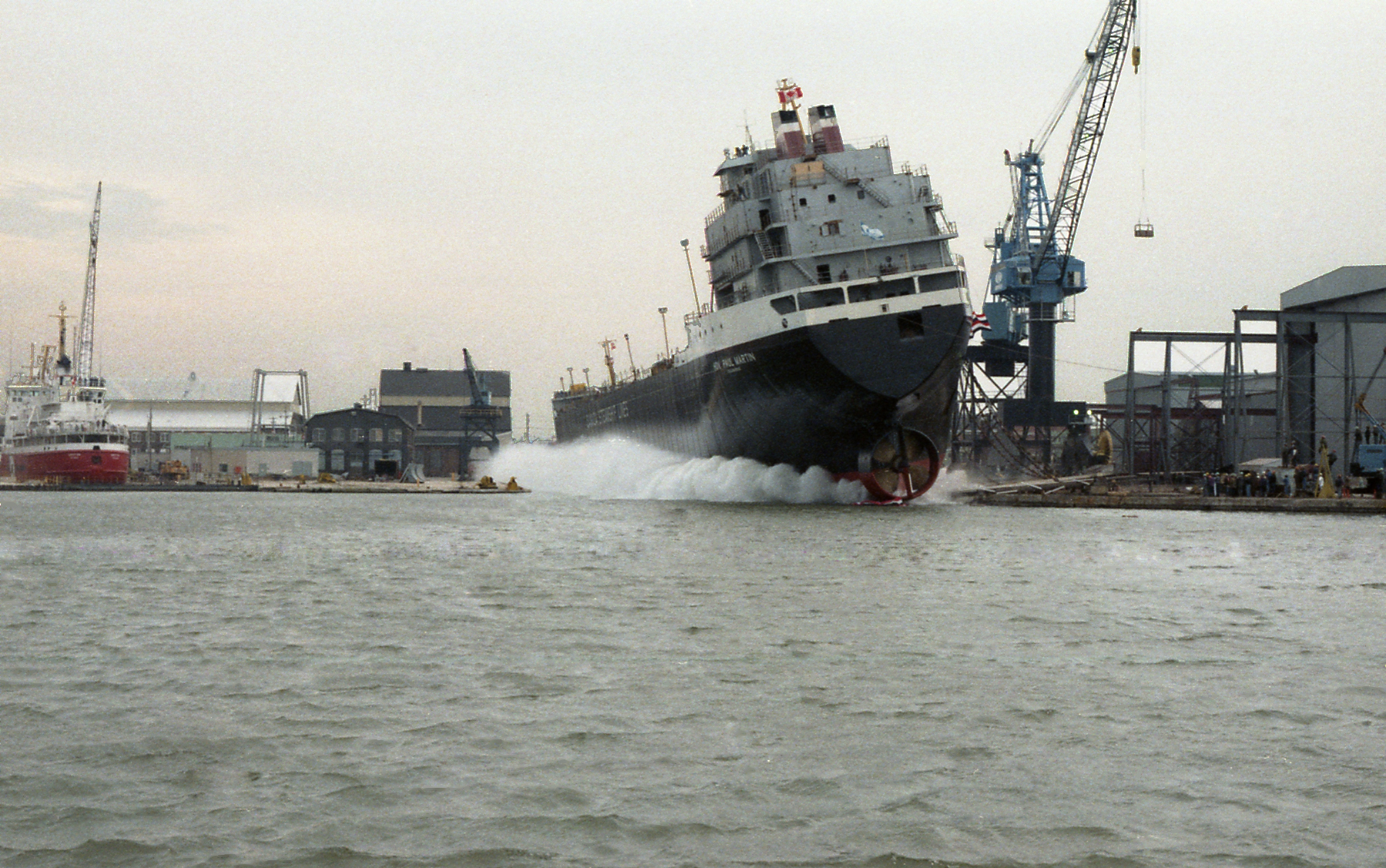
Een zijwaartse tewaterlating

Een tewaterlating van een schip is een ceremonie waarbij een schip na te zijn voltooid officieel van de scheepswerf of het droogdok waarin het gebouwd is in het water wordt gelaten.
Een tewaterlating gaat vaak gepaard met een groot aantal tradities, waarvan sommige al eeuwenoud. De bekendste is wellicht de scheepsdoop.
De datum van de tewaterlating hoeft niet altijd de datum te zijn dat een schip ook officieel in de vaart wordt genomen, al worden die twee data nog wel vaak met elkaar verward. Sterker nog, vaak is het schip op dit moment nog niet voltooid en moet het nog verder worden afgebouwd.

## Methodes
Er zijn drie primaire methodes om een schip te water te laten.
- De oudste en bekendste is die waarbij het schip vanaf een langshelling in het water wordt gelaten, met het achterschip of de boeg naar voren.
- De tweede is de zijwaartse tewaterlating, waarbij een schip vanaf een dwarshelling met een van de zijboorden naar voren in het water wordt gelaten. Deze methode werd ingevoerd in de 19e eeuw, en is vooral toegepast tijdens de Tweede Wereldoorlog.[bron?] Deze methode is onvermijdelijk wanneer het schip langer is dan het water breed is.
- De derde methode is alleen van toepassing voor schepen die in een droogdok zijn gebouwd. Hierbij laat men het droogdok vollopen waarna het schip eruit kan varen.